# Тахиров, Мурзахир
Мурзахир Тахиров (2 октября 1905 года — дата смерти неизвестна) — звеньевой колхоза имени Ленина Шахринауского района Сталинабадской области, Таджикская ССР. Герой Социалистического Труда (1949).
В 1948 году звено под руководством Мурзахира Тахирова собрало в среднем с каждого гектара по 89,6 центнеров хлопка на участке площадью 6 гектаров. Указом Президиума Верховного Совета СССР от 3 мая 1949 года удостоен звания Героя Социалистического Труда «за получение высоких урожаев хлопка при выполнении колхозами обязательных поставок и контрактации по всем видам сельскохозяйственной продукции, натуроплаты за работу МТС в 1948 году и обеспеченности семенами всех культур в размере полной потребности для весеннего посева 1949 года» с вручением ордена Ленина и золотой медали «Серп и Молот».